# St. Landolinus (Boke)

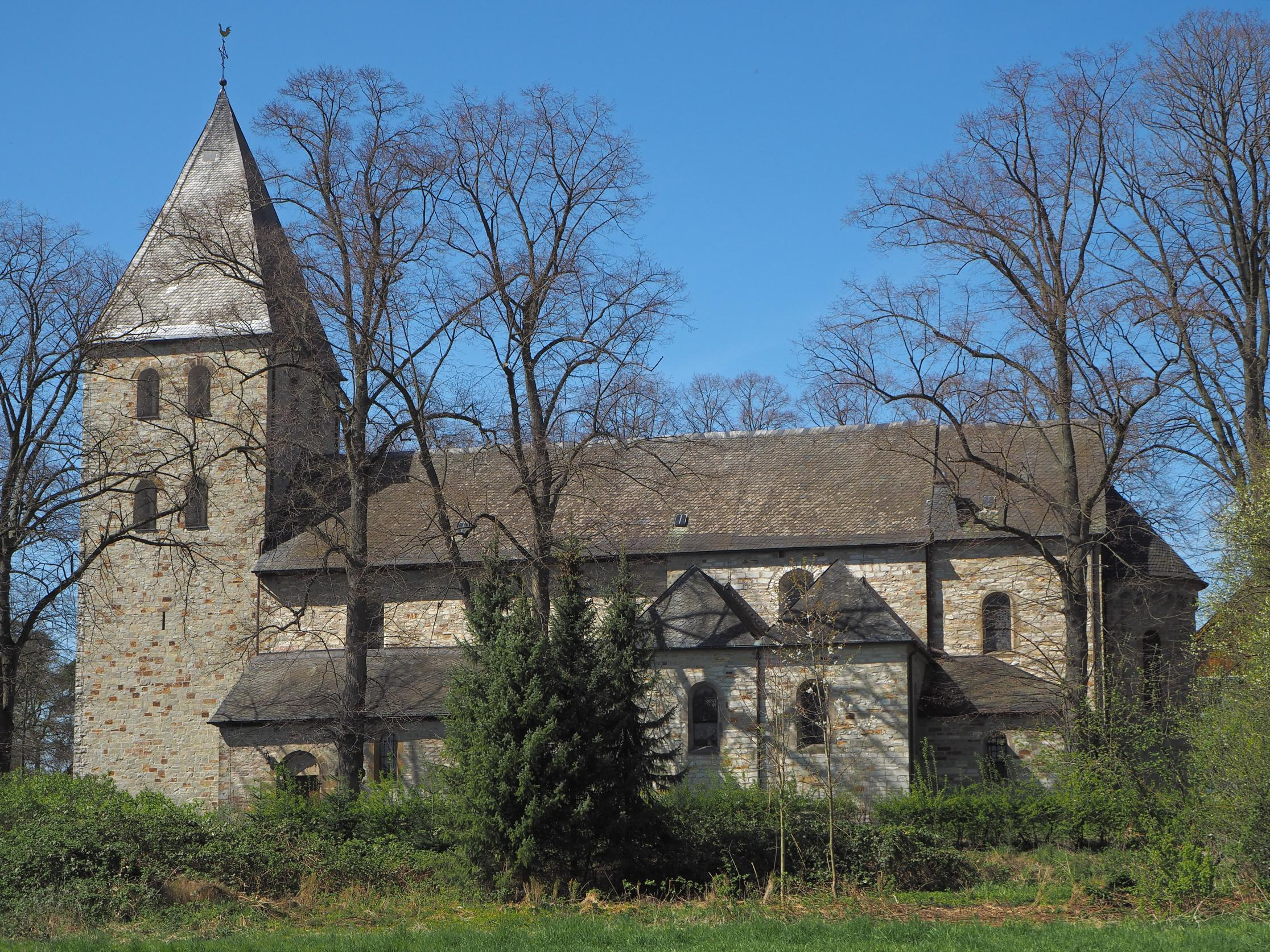
St. Landolinus in Delbrück-Boke (Südansicht)

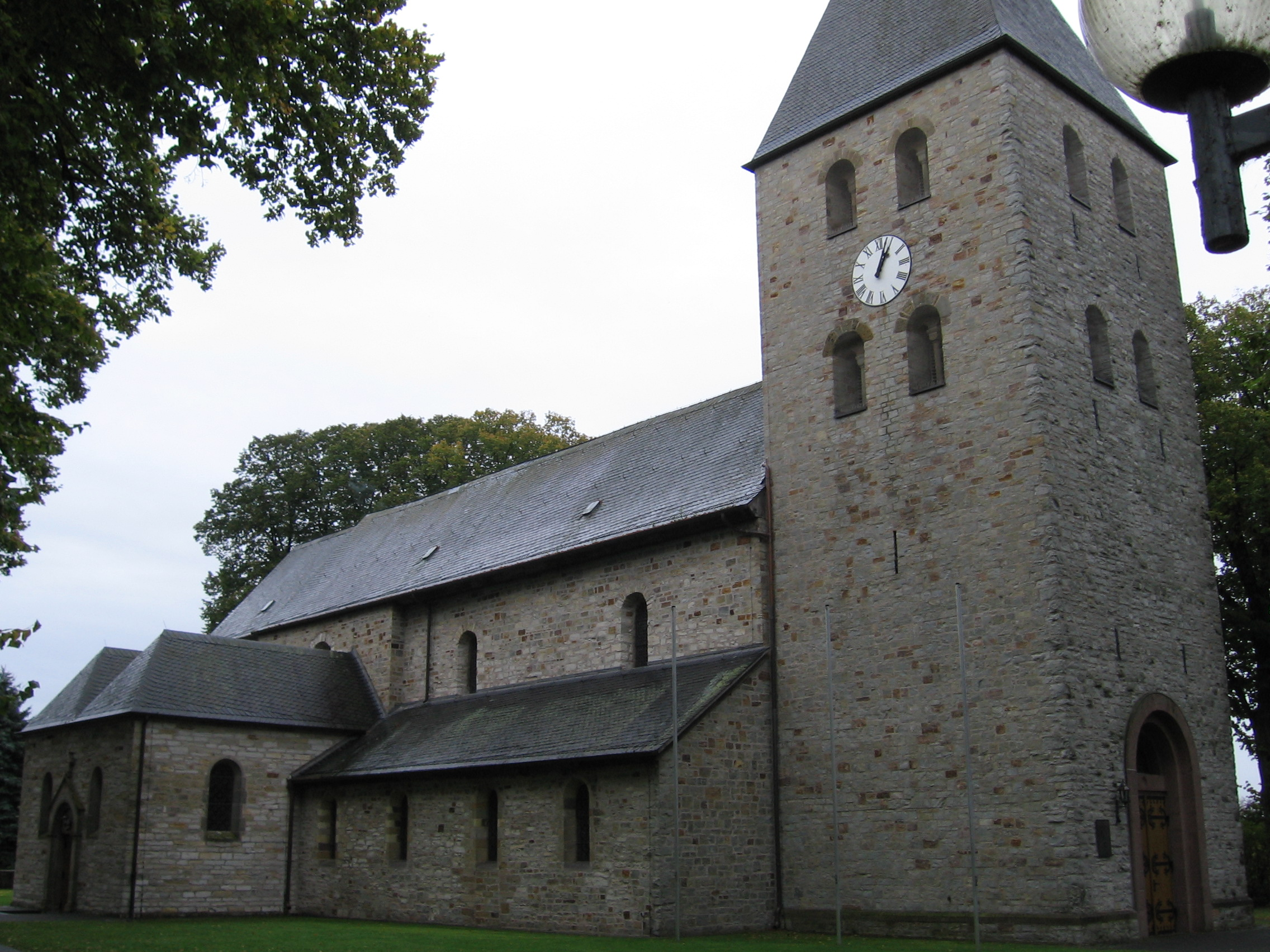
St. Landolinus von Nordwesten gesehen

St. Landolinus ist eine römisch-katholische Pfarrkirche im Delbrücker Ortsteil Boke im Kreis Paderborn, Nordrhein-Westfalen. Strukturell gehören Kirche und Gemeinde zum Pastoralverbund Delbrück-Hövelhof im Dekanat Büren-Delbrück des Erzbistums Paderborn. Zur Pfarrei gehören ferner die Filialkirchen St. Josef in Anreppen und St. Dionysius in Bentfeld. Patron der Kirche ist der Klostergründer Landelin von Crespin.

## Geschichte
Die Kirche wurde im vermutlich 12. Jahrhundert errichtet. Nach neueren archäologischen Untersuchungen ist anzunehmen, dass bereits vorher ein Kirchbau in Boke existierte. Als der Paderborner Bischof Badurad 836 die Reliquien des Heiligen Liborius von Le Mans holen ließ, wurden auch die Gebeine von Landelin von Crespin aus dem Kloster Crespin nach Boke gebracht. Im Jahr 1101 wurde die Gründung eines Benediktinerklosters beurkundet, welches über diese Reliquien verfügte. Es wurde kurze Zeit später nach Flechtdorf verlegt.
1880 bis 1891 wurde die Kirche um ein Querhaus und einen Chor mit Apsis erweitert. 1921 erhielt die Kirche ein größeres Westportal.
1961 wurde der Innenraum der Kirche renoviert. Hierbei konnten Fragmente von romanischen Wand- und Gewölbemalereien freigelegt werden. 1989 folgte eine Außenrenovierung, bei der die Sicht auf die Bruchsteinwände erhalten blieb.

## Baubeschreibung
Die Pfarrkirche ist eine romanische Gewölbebasilika, die vermutlich im 12. Jahrhundert entstanden ist. Aus dieser Zeit stammen Langhaus, Seitenschiffe und der Westturm. Die Kirche wurde aus Bruchsteinen erbaut.
Das Mittelschiff ist zweijochig, die von einem Kreuzgewölbe überspannt werden. Im Osten schließt sich das Querhaus und der Chor mit einer Apsis ab. Die Seitenschiffe nördlich und südlich des Langhauses sind niedriger. Die Gewölbe messen nur halbe Tiefe gegenüber den Gewölben im Langhaus und sind von Kreuzgratgewölben überspannt.

## Ausstattung
Das älteste Stück in der Kirche ist der romanische Taufstein aus dem 13. Jahrhundert. Er hat zylindrische Form und wird von Bildnissen der zwölf Aposteln und der Taufe Jesu geziert. An Figurenschmuck sind eine Pietà (um 1430) und eine Doppelmadonna mit Strahlenkranz (um 1700) zu nennen. Weiterhin gehören ein Relief aus Sandstein mit der Darstellung Jesu im Grabe (um 1560) ur Ausstattung.
Am Tympanon des Südportals haben sich Reste der früheren Bemalung der Kirche erhalten.

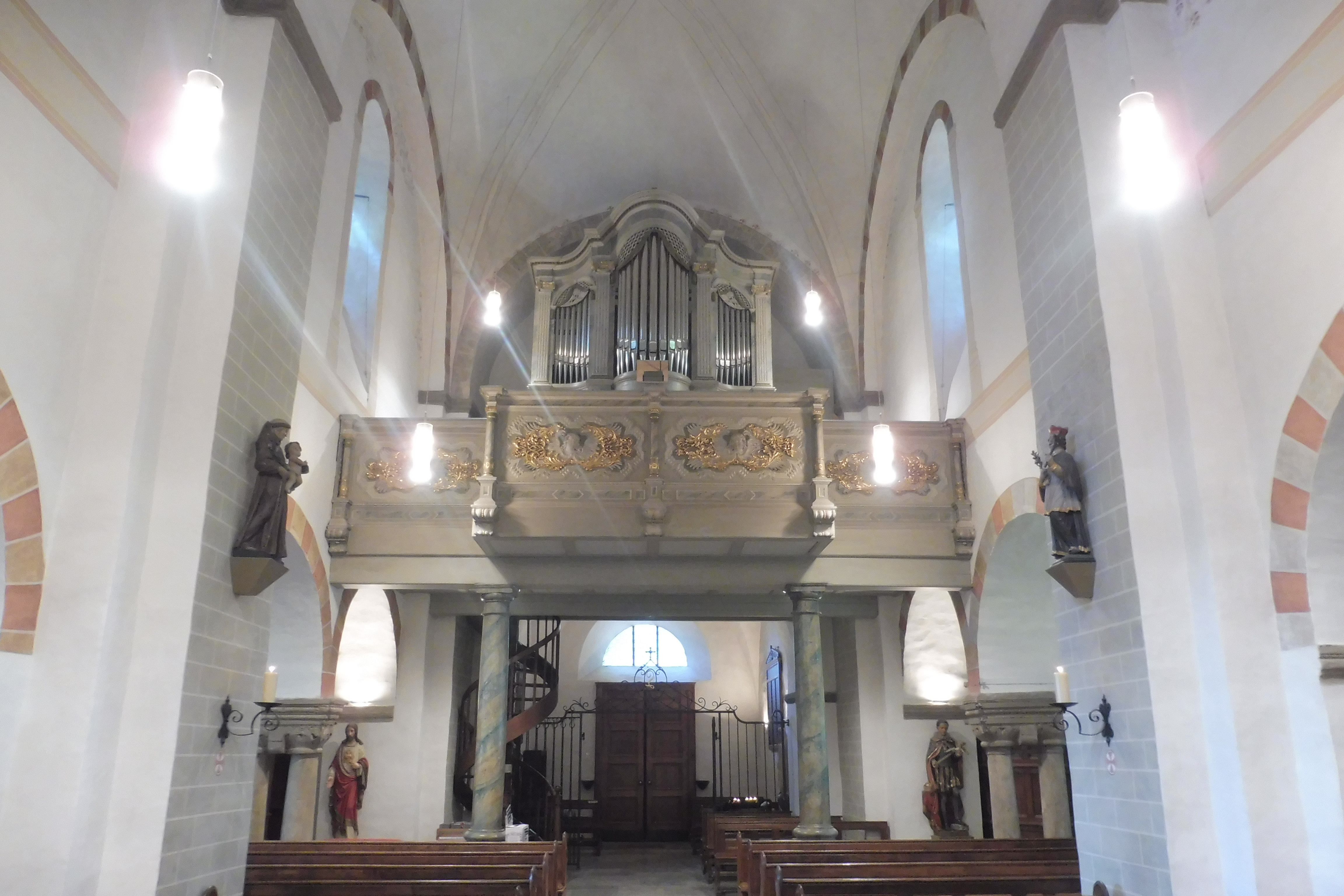
Blick zur Orhgel

### Orgel
Die Orgel von St. Landolinus wurde im Jahr 1905 als Opus 29 von W.F. Stegerhoff gebaut. Sie verfügt über 14 Register auf zwei Manualen und Pedal. Sie wurde in das Gehäuse der spätbarocken Vorgängerorgel eines unbekannten Orgelbauers eingebaut, die 1804 nach Boke kam, nachdem sie zuvor in der Abdinghofkirche Paderborn als Chororgel gedient hatte. 1998 wurde das Instrument instand gesetzt und gereinigt.

### Reliquien des Hl. Landelinus
In einem goldenen Schrein, der im südlichen Querhaus der Kirche steht, befinden sich die Reliquien des Heiligen Landelinus.

### Glocken
Die Pfarrkirche besitzt drei Glocken. Die älteste stammt aus dem Jahr 1669 und erklingt in es'. Die beiden kleinen Glocken wurden 1948 bei Junker in Brilon gegossen und erklingen in g' und b'.

## Nachweise
1. ↑  Orgeln in Delbrücker Ortsteilen

Koordinaten: 51° 43′ 46,7″ N, 8° 34′ 3,7″ O